# Der Gesang der Toten
Der Gesang der Toten ist eine Sammlung deutscher Fassungen von Kurzgeschichten des US-amerikanischen Schriftstellers Stephen King aus dem Jahr 1986, erschienen im Heyne Verlag, München. Die im Jahr 1985 erschienene amerikanische Kurzgeschichtensammlung Skeleton Crew von Stephen King wurde in Deutschland zuerst in drei einzelnen Bänden und später in einem Band namens Blut veröffentlicht. Der Gesang der Toten war einer dieser drei Bände, die anderen heißen Im Morgengrauen und Der Fornit.

## Die Geschichten
Der Gesang der Toten enthält neun Geschichten der Sorte Klassik-Horror (viermal), Psycho-Horror (einmal), SciFi-Horror (einmal), Mystery (einmal), Krimi (einmal), Gleichnis (einmal).
- Mrs. Todds Abkürzung (engl.: Mrs. Todd's Shortcut)

Die sexy Autoraserin Mrs. Todd (eine Mittvierzigerin) hat den spielerischen Ehrgeiz, für jede Autofahrstrecke immer noch eine kürzere Route zu finden. Schließlich entdeckt sie sogar eine Abkürzung, die kürzer ist als die Luftlinie – die Abkürzung führt durch andere Dimensionen und lässt Mrs. Todd immer jünger und attraktiver werden. (Mystery)
- Der Hochzeitsempfang (engl.: The Wedding Gig)

Die Geschichte einer Rache spielt 1927 im US-amerikanischen Gangstermilieu der Prohibition und der Jazz-Partys. Auf dem Hochzeitsempfang seiner Schwester stirbt ein Gangsterboss im Kugelhagel der Konkurrenz. Die stark übergewichtige Schwester übernimmt die Gang, rächt sich und arbeitet sich zur landesweit berüchtigten Bandenchefin empor. (Krimi)
- Travel (engl.: The Jaunt)

Ingenieur Mark wird von seiner Firma auf den Mars versetzt. Die Reise dorthin erfolgt routinemäßig per Teleportation. Um seinen Kindern die Angst davor zu nehmen, erzählt er ihnen, wie Wissenschaftler die Teleportation entwickelt hatten. Mit ihr können Menschen und Gegenstände durch den Raum gebeamt werden. Allerdings ist es für Menschen und Tiere unbedingt nötig, während der Teleportation zu schlafen. Ansonsten sterben sie. Der 12-jährige Sohn Ricky trickst und bleibt aus Neugierde wach: Er erlebt den nur Sekunden dauernden Trip von der Erde zum Mars wie eine Ewigkeit, altert seelisch und bricht verrückt geworden zusammen. (SciFi-Horror)
- Kains Aufbegehren (engl.: Cain Rose Up)

Ein US-Student dreht durch, schließt sich als Amok-Schütze in sein Campus-Zimmer ein und feuert vom Fenster aus wahllos auf andere Menschen. (Psycho-Horror)
- Das Floß (engl.: The Raft)

Vier Jugendliche machen nach einer Bierparty eine Spritztour mit dem Auto zu einem entlegenen Badesee. Sie schwimmen zu einem kleinen Badefloß. Dort greift sie ein Wesen an, das sich im Wasser wie ein lebender Ölfleck bewegt und seine Opfer hypnotisch in seinen Bann zieht. Rachel fasst fasziniert ins Wasser und wird hineingezogen. Deke wird in der brutalsten Szene über Stunden hinweg durch einen Floßspalt ins Wasser gezerrt. Randy stößt LaVerne ins Wasser, als das Wesen durch einen Floßspalt in ihr Haar gelangt. Nun ist Randy allein und verfällt immer mehr der Hypnose des Monsters. Die Frage nach seinem Schicksal bleibt offen. (Horror)
- Der Gesang der Toten alias Die Meerenge (engl.: The Reach)[1]

Die 95-jährige Stella hat die beschauliche Dorfgemeinschaft auf der Insel vor der amerikanischen Küste noch nie in ihrem Leben verlassen. Als in einem harten Winter die Meerenge (the Reach genannt) zufriert, geht die krebskranke Frau zum ersten Mal zum Festland. Im Schneesturm begegnen ihr ihr Ehemann und liebgewonnene Dorfbewohner, die sie überlebt hat.  (Gleichnis)
- Der Sensenmann (engl.: The Reaper’s Image)

Einem kostbaren, aber verfluchten Spiegel wohnt ein Sensenmann inne, der all diejenigen bald sterben lässt, welche ihn im Spiegel erblicken, aber nicht an ihn glauben. Antiquitätensammler Johnson Spangler lässt sich den Spiegel zeigen. (Horror)
- Nona (engl.: Nona)

Ein Mörder erinnert sich im Gefängnis an seine Taten: Als gescheiterter, aber friedfertiger Bettelstudent verfiel er der hinreißenden Nona, die ihn zu Gewaltexzessen und zu einer Serie von Morden verführt. Die Polizei greift ihn schließlich am Grab seiner Eltern auf. Von Nona gibt es keine Spur. Sie existiert in der Gedankenwelt des Mörders, der sich bald Suizidgedanken hingibt. (Horror)
- Onkel Ottos Lastwagen (engl.: Uncle Otto’s Truck)[1]

Onkel Otto wird von seinem alten LKW-Wrack heimgesucht, das er auf einer Wiese in der Nähe seiner Wohnung vergammeln lässt. Einst hat Otto den Lastwagen als Mordwaffe benutzt, um seinen Geschäftspartner (den ursprünglichen Besitzer des Gefährts) zu töten. Nun ist er überzeugt, das Fahrzeug nähere sich ihm immer mehr, um sich zu rächen. Otto stirbt tatsächlich – die Autopsie ergibt, dass er an Motorenöl ertrunken ist. Ottos Neffe, der die Geschichte erzählt, findet einen Kolben in seinem Schlund. (Horror)

## Wissenswertes
- Für die Kurzgeschichte Der Gesang der Toten erhielt King den World Fantasy Award.